# マルセル・ブラーシェ
マルセル・ブラーシェ（Marcel Brache、1987年10月15日 - ）は、メジャーリーグラグビー、サンディエゴ・リージョンに所属するラグビー選手。

## プロフィール
- アメリカ合衆国・カリフォルニア州ロサンゼルス出身。
- ポジションはウィング(WTB)、センター(CTB)。
- 身長 193cm、体重 94kg
- アメリカ代表キャップは23（2020年5月現在）でラグビーワールドカップ2019のアメリカ代表に選ばれた[1]。

## 略歴
ウェスタン・プロヴィンス、ストーマーズ、パース・スピリットを経て、2014年、フォースに加入。
オースティン・ギルグロニスを経て、2022年、サンディエゴ・リージョンに加入。 